# دويغي روبرتسون
دويغي روبرتسون (بالإنجليزية: Doug Robertson)‏ هو لاعب كرة قدم بريطاني في مركز الهجوم، ولد في 15 مارس 1963 في Irvine, North Ayrshire ‏ في المملكة المتحدة. لعب مع نادي رينجرز ونادي غرينوك مورتون ونادي فالكيرك.